# 韦里尼
韦里尼（法語：Vérigny，法語發音：[veʁiɲi]）是法国厄尔-卢瓦省的一个旧市镇，属于沙特尔区。2016年，韦里尼与市镇米坦维利耶合并为新市镇米坦维利耶-韦里尼。

## 地理
韦里尼（48°31'13"N, 1°19'20"E）面积13.04 平方千米，位于法国中央-卢瓦尔河谷大区厄尔-卢瓦省，该省份为法国北部内陆省份，北起顺时针与厄尔省、伊夫林省、埃松省、卢瓦雷省、卢瓦-谢尔省、萨尔特省和奧恩省接壤。
与韦里尼接壤的市镇（或旧市镇、城区）包括：布里孔维尔、克莱维利耶、当热、蒂梅尔-加泰勒、特朗布莱莱维拉日、米坦维利耶。
韦里尼的时区为UTC+01:00、UTC+02:00（夏令时）。

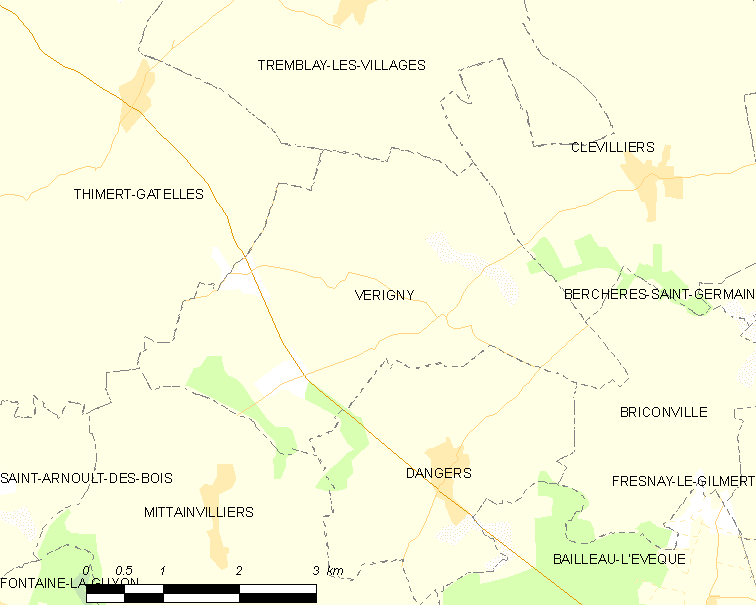
韦里尼的OSM定位图

## 行政
韦里尼的邮政编码为28190，INSEE市镇编码为28402。

## 政治
韦里尼所属的省级选区为伊利耶孔布赖县。

## 人口

1962-2008年间韦里尼人口变化图示

韦里尼于2013时的人口数量为302人。